# 鄭圭憲
鄭 圭憲（チョン・ギュホン、朝鮮語: 정규헌、1928年11月30日 - 1993年6月5日または1999年6月5日）は、大韓民国の政治家。第8・11代韓国国会議員。本貫は慶州鄭氏。

## 経歴
全北全州出身。全州北中学校卒。1947年高麗大学校第1専門部政法科修了、同大政治学科卒。民主党結党参加後に同党中央常務委員・全北道党副委員長、民衆党党務委員、新民党全北道党副委員長・代表委員補佐役・組織局長、民主韓国党党務委員・中央党紀委員長を務めた。
1993年6月5日、持病のため京畿道安養市の自宅アパートで死去。享年65。